# Eupithecia amphiplex
Euphitecia amphiplex es una especie de polilla de la familia Geometridae. La especie fue descrita por primera vez por Louis Beethoven Prout habiendo sido descrita en 1910, con distribución en la República del Congo y Kenia. El holotipo de la especie fue descrita en los alrededores de Kikuyu a aproximadamente 1750 metros (5741,5 pies).